# 왓 라이즈 비니스
《왓 라이즈 비니스》(영어: What Lies Beneath)는 미국에서 제작된 로버트 저메키스 감독의 2000년 초자연 공포 스릴러 영화이다. 해리슨 포드, 미셸 파이퍼 등이 출연하였고, 스티브 스타키 등이 제작에 참여하였다.
이 영화는 북미에서 2,813개의 극장에서 개봉되었으며, 전 세계 박스 오피스에서 2억 9,140만 달러의 흥행 수익을 올리면서 그 해에 10번째로 높은 흥행 수익을 달성한 영화가 되었다. 2001년 제27회 새턴상에서 최우수 공포 영화상, 감독상, 여우주연상 등 3개 부문에 후보 지명되었다.

## 출연
- 해리슨 포드 - 노먼 스펜서 박사 역
- 미셸 파이퍼 - 클레어 스펜서 역
- 다이애나 스카위드 - 조디 역
- 조 모턴 - 드레이턴 박사 역
- 제임스 리마 - 워런 퓨어 역
- 미란다 오토 - 메리 퓨어 역
- 웬디 크루슨 - 얼레이나 역
- 레이 베이커 - 스탠 파월 의사 역
- 미콜 머큐리오 - 프랭크 부인 역
- 앰버 벌레타 - 매디슨 엘리자베스 프랭크 역

## 기타 제작진
- 협력 제작: 스티븐 보이드, 셰릴앤 마틴
- 배역: 엘런 루이스, 마샤 더보니스
- 미술: 릭 카터
- 의상: 수지 디샌토
- 특수 효과: 로버트 레가토
- 사운드디자인: 랜디 톰
- 조감독: 조시 매클로글런

## 우리말 녹음
SBS 성우진 (2003년 8월 9일)
- 양지운 - 노먼 스펜서(해리슨 포드)
- 윤소라 - 클레어 스펜서(미셸 파이퍼)
- 손정아 - 조디(다이애나 스카위드)
- 최병학 - 드레이턴 박사(조 모턴)
- 문옥현 - 프랭크 부인(미콜 머큐리오)
- 송두석 - 워런 퓨어(제임스 리마)
- 임은정 - 메리 퓨어(미란다 오토)
- 김혜경
- 이종혁 - 스탠 파월(레이 베이커)
- 김영훈
- 김정주